# Romanos 9

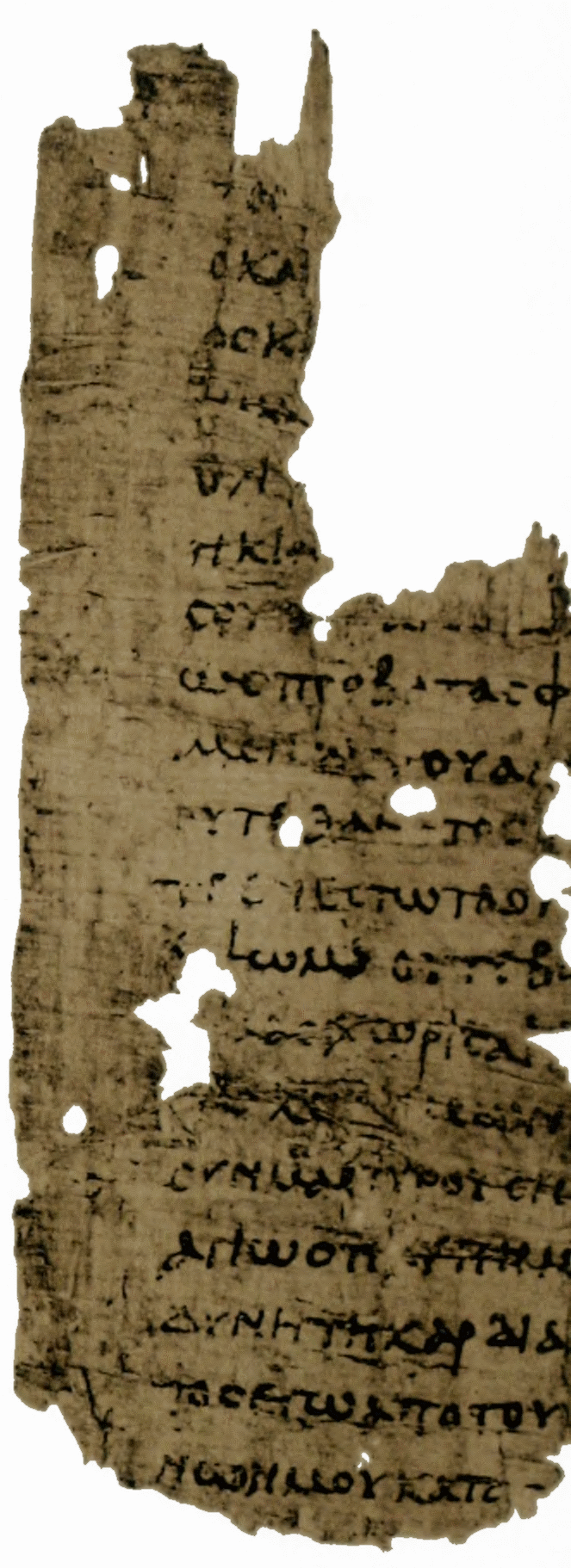
Epístola a los romanos 8:12-22 en el mayor de los dos fragmentos que forman el Papiro 27 (lado anverso), escrito en el.

Romanos 9 es el noveno capítulo de la Epístola a los Romanos del Nuevo Testamento de la Biblia cristiana.  Su autor es Pablo el Apóstol, mientras se encontraba en Corinto a mediados de los años 50 d. C., con la ayuda de un amanuense (secretario), Tercio, que añade su propio saludo en Romanos 16:22.
El reformador Martín Lutero afirmó que «en los capítulos 9, 10 y 11, San Pablo nos enseña acerca de la providencia eterna de Dios. Es la fuente original que determina quién creería y quién no, quién puede ser establecido libre de pecado, y quién no».
El escritor metodista Joseph Benson resume este capítulo:

El apóstol habiendo insinuado, en Romanos 3:3, que Dios desecharía a los judíos por su incredulidad, se supone que un judío objeta allí, que su rechazo destruiría la fidelidad de Dios. A esto el apóstol respondió, que la fidelidad de Dios sería establecida en vez de destruida, por el rechazo de los judíos por su incredulidad.

## Texto
El texto original fue escrito en griego koiné. Este capítulo está dividido en 33 Versículos.

### Testigos textuales

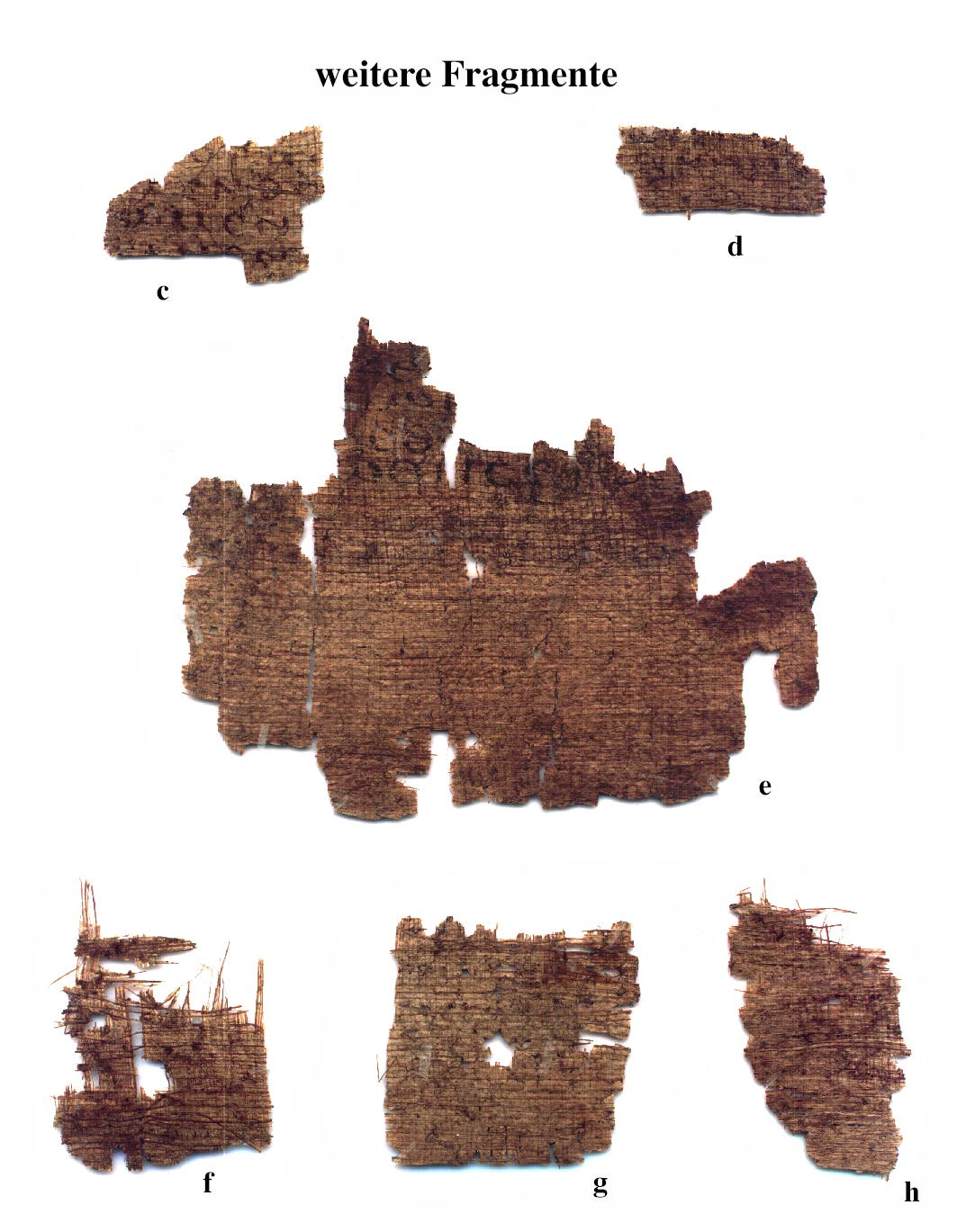
Fragmentos c a h que contienen partes de la Epístola a los Romanos en el Papiro 40, escrito hacia el año 250 d. C.

Algunos manuscritos antiguos que contienen el texto de este capítulo son:
- Papiro 40 (~250; existen los versículos 16-17, 27)
- Papiro 27 (siglo III; existen los versículos 3, 5-9)
- Códice Vaticano (325-350)
- Códice Sinaítico (330-360)
- Codex Alexandrinus (400-440)
- Codex Ephraemi Rescriptus (~450; completo)